# 云南新园蛛
云南新园蛛（学名：Neoscona yunnanensis）为园蛛科新园蛛属的动物。在中国大陆，分布于云南等地。该物种的模式产地在云南。